# Monuments nationaux de Srebrenik
Cet article recense les monuments nationaux situés sur le territoire de la municipalité de Srebrenik en Bosnie-Herzégovine et dans la fédération de Bosnie-et-Herzégovine. La liste établie par la Commission pour la protection des monuments nationaux compte 6 monuments nationaux inscrits sur la liste principale.

## Monuments nationaux
| Monument                       | Localité       | Géolocalisation | Datation                    | Commentaire éventuel                            | Photo |
| ------------------------------ | -------------- | --------------- | --------------------------- | ----------------------------------------------- | ----- |
| Mosquée de Ćojluk              | Ćojluk         |                 | 1666 ; rénovée en 1971      |                                                 |       |
| Konak Suljagić                 | Špionica Donja |                 | XIXe siècle                 | Konak                                           |       |
| Site préhistorique de Grabovik | Straža         |                 |                             | Vestiges de fortifications ; site archéologique |       |
| Site préhistorique de Bjelave  | Kuge           |                 |                             | Vestiges de fortifications ; site archéologique |       |
| Vieille mosquée de Špionica    | Špionica Donja |                 | Vers 1870 ?                 | Avec son harem                                  |       |
| Forteresse de Srebrenik        | Srebrenik      |                 | Moyen Âge, période ottomane |                                                 |       |